# Brazil (canção de Bebi Dol)
"Brazil" (alfabeto cirílico sérvio: Бразил) foi a canção que representou a Jugoslávia no Festival Eurovisão da Canção 1991. Foi interpretada em servo-croata por Bebi Doll (nome verdadeiro: Dragana Šarić). Foi a primeira canção a ser interpretada a noite do evento, antes da canção islandesa "Draumur um Nínu", interpretada por Stefán & Eyfi. Terminou e competição em 21º e penúltimo lugar, obtendo apenas um ponto, dado pelo júri de Malta. Apesar da fraca classificação foi um grande êxito na antiga Jugoslávia, na Itália, na Grécia e nos países do Benelux.
Bebi Doll foi a última cantora a representar a Jugoslávia, como país unificado, no ano seguinte surgiu com o nome Jugoslávia, mas apenas representava as áreas das atuais Sérvia, Montenegro e a Bósnia e Herzegovina, as outras repúblicas (Croácia, Eslovénia, e a República da Macedónia) proclamaram a independência em 1991, iniciando-se os conflitos da Guerra Civil Jugoslava.

## Autores
- Letra: Dragana Šarić ou Bebi Dol
- Música: Zoran Vracević
- Orquestração: Slobodan Marković

## Letra
Na letra, Bebi Dol diz que apesar de gostar dos ritmos latinos do samba, rumba e do chacha, ela diz que não precisa deles para dançar porque na Jugoslávia havia os cantores Rambo Amadeus (cantor montenegrino) e Dino Dvornik (cantor croata), músicos e cantores da então Jugoslávia.